# Оуайн ап Хивел (король Гливисинга)
Оуайн ап Хивел (валл. Owain ap Hywel; ум. ок. 930) — король Гливисинга (886—930), наследовал своему отцу Хивелу.

## Биография

### Правление
По одним данным, отец Оуайна скончался в 886 году, по другим, оставил трон сыну и умер в Риме через три дня после прибытия, в 894 году. Хотя объединённое королевство Гливисинг и Гвент стало известно при Моргане, Чарльз-Эдвардс утверждает, что, вероятно, эти две сферы были уже объединены во время правления Оуайна. Викинги зимовали в Кватфорде (недалеко от Бриджнорта), но весной 896 года они разорили королевства Брихейниог, Гвент и Гвинлугский кантреф Гливиссинга.
Оуайн или его брат Артвайл должны были получить контроль над Гвентом путём завоевания или наследования от предыдущих правителей (их двоюродных братьев), когда государство стало объединённым после смерти Артвайла около 916 года. По другой версии, он умер в 927 году.
Вместе с Хивелом Добрым, Оуэн встретился с королём Уэссекса Этельстаном после его завоевания Нортумбрии. Примерно в 927 году он и Хивел «установили мир с обещанием и клятвой» на Эмонт Бридж (ныне Пенрит). Последующие выплаты дани серебром и в натуральной форме оплакивались бардами как тяжёлое бремя.
После его смерти Оуайна ап Хивела его сыновья и племянник вновь расчленили Гливисинг.

### Семья
Женой Оуайна была Элейна (род. ок. 850), дочь Родри. Их сыновья:
- Кадуган (уб. 950)[4][13]
- Морган (872—1001)[14]
- Грифид (уб. 935)[4][13]
- Блегиуирд (уп. 926)[3]
- Идваллон (ум. 975)[15]
- Рис[2]